# Union des femmes peintres et sculpteurs
Pour les articles homonymes, voir Union des femmes.
L’Union des femmes peintres et sculpteurs (UFPS) est historiquement la première des sociétés de femmes artistes en France. Fondée à Paris par la sculptrice Hélène Bertaux en 1881, cette association milite pour l'accès égal des femmes et des hommes à la carrière artistique, et organise 110 expositions de 1882 à 1994. Son histoire d'une rare longévité, au croisement des mouvements féministes et artistiques dans la société aux XIXe et XXe siècles, n'est encore que partiellement étudiée.

## Les origines de l'«Union» (1881-1894): Madame Léon Bertaux

### À la fin duXIXesiècleen France, «une troupe invisible de femmes» à l'écart de la professionnalisation artistique
Dans les années 1770 Élisabeth Vigée Le Brun est reconnue comme portraitiste et en 1783 neuf jeunes filles sont admises à participer au « Mai », salon annuel de la place Dauphine. Cependant jusqu'à la fin du XIXe siècle, la quasi-totalité des femmes artistes sont filles ou épouses d'un artiste, et les femmes ont toujours beaucoup de mal à se faire reconnaître en tant qu'artistes, quoique de plus en plus attirées par la profession : la pression sociale (institutions, famille, critique) les marginalise. Excepté dans certaines familles aisées, les femmes ne peuvent recevoir un enseignement artistique financièrement accessible et de qualité, l'école des Beaux-Arts (subventionnée) leur étant interdite. Si à la fin du XIXe siècle des enseignements publics de dessin sont proposés par la ville de Paris, ceux avec modèle vivant sont restreints aux hommes. Or dans l'académisme d'alors du Salon, l'apprentissage de l'anatomie par peinture de modèle vivant est extrêmement important et seules quelques académies privées (Académie Julian, Académie Colarossi, Académie Delécluse, école de Madame Trélat de Vigny) qui s'ouvrent aux femmes dans les années 1870 leur autorisent parfois la peinture d'après modèle masculin. Dans l'« Atelier des dames » de Durand et Henner à partir de 1874, le statut des femmes, entre élève et modèle, est parfois ambigu. Même admises en ateliers, les conventions en vigueur mettent les étudiantes à l'écart des circuits sociaux masculins (cafés, vie « bohème ») et des discussions artistiques et de l'émulation qui y existent. Certaines femmes artistes intégrées dans la société bourgeoise peuvent tenir des salons mondains pour faire exister leur art. Le Salon « officiel », celui de la Société des artistes français, reste très sélectif à l'égard des femmes peintres et l'hégémonie des hommes y est forte (le pourcentage d'exposantes n'y dépasse pas les 15 % à la fin du XIXe siècle, alors que la proportion de femmes parmi les peintres est estimée à 30 %). Au total, « une troupe invisible de femmes » (selon l'expression de Marguerite Yourcenar, reprise par Adrien Goetz) reste à l'écart de la professionnalisation artistique.

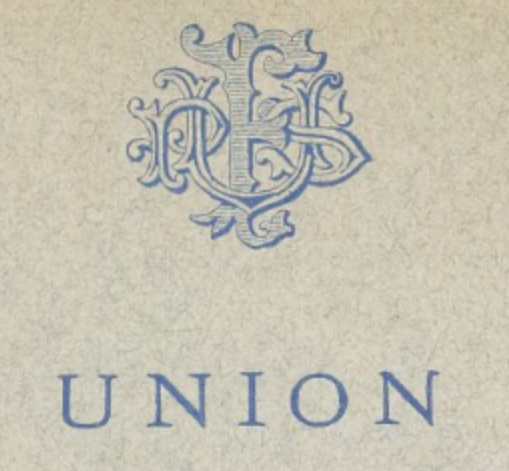
Monogramme de l'Union des femmes peintres et sculpteurs pour son annuaire de 1901 (détail).

Pour tenter d'y remédier, Hélène Bertaux (Mme Léon Bertaux, de son nom d'artiste, 1825-1809), forte de sa consécration en tant que sculptrice, décide de fonder en 1881 une société artistique ne regroupant que des femmes (françaises ou étrangères), associant talents naissants et talents déjà reconnus, et visant à défendre leurs droits, dont l'accès au même enseignement que pour les hommes, et la reconnaissance d'un « art féminin ». Elle en sera la première présidente de 1881 à 1894. Le siège social est fixé, à Paris, au 147 avenue de Villiers dans le 17e arrondissement, dans les vastes ateliers où la célèbre sculptrice enseigne.
La création de l'Union des femmes peintres et sculpteurs (UFPS, ou « Union », comme la désignent entre elles les sociétaires) s'inscrit dans un contexte favorable : développement d'une presse féministe et engagée (La Citoyenne d'Hubertine Auclert en 1881, La Fronde de Marguerite Durand en 1897, Femina en 1901…), fin du contrôle de l'État sur le Salon officiel en 1880, et création de nouveaux salons, celui de la Société des artistes français en 1881, qui prend le relai du salon officiel, et d'autres salons « dissidents » comme le Salon des indépendants en 1884, le Salon de la Société nationale des beaux-arts en 1890, etc.
L'Union est un espace professionnel ouvert aux femmes, un espace de solidarité entre femmes artistes et un espace démocratique où les sociétaires votent les différentes résolutions lors de l'assemblée générale annuelle.
Parmi les premières artistes associées à l'UFPS, on compte Virginie Demont-Breton (qui en deviendra la deuxième présidente), Louise Catherine Breslau, Laure de Châtillon, Élodie La Villette et sa sœur Caroline Espinet, Magdeleine Real del Sarte, Charlotte Besnard, Frédérique Vallet-Bisson, etc. Des personnalités et peintres comme la baronne Nathaniel (Charlotte) de Rothschild ou Rosa Bonheur en 1896 (qui n'adhère pas à l'Union mais « soutient ses sœurs de pinceau » et envoie pour son unique participation au salon de l'Union, en 1899, un grand dessin Bisons fuyant devant l'incendie dans la prairie), acceptent de devenir membre d'honneur de l'Union pour aider à assoir sa notoriété. Berthe Morisot, sans être membre, y exposera. Par contre Louise Abbéma, Madeleine Lemaire, Suzanne Valadon, autres artistes déjà reconnues, ne s'en rapprocheront pas,,.

### Les sociétés d'artistes femmes dans le contexte européen
Des sociétés d'artistes femmes s'organisent également à la même période en Europe et l'Union de Madame Léon Bertaux en est la deuxième en date :
- précurseur dès 1855, la Society of Female Artists, créée au Royaume-Uni par Harriet Grote (1792-1878) et Jenny Lind (1820-1887), et dont le nom évoluera en Society of Lady Artists (vers 1870) puis Society of Women Artists (en 1899) (qui organise toujours actuellement des expositions)[16] ;
- en 1885 sera créée l'Association des femmes écrivains et artistes de Vienne (Verein der Schriftstellerinnen und Künstlerinnen Wien) ;
- en 1888 sera fondé, par Rosa Venneman, Mary Gasparoli et d'autres artistes, le Cercle des femmes peintres de Bruxelles[17] (qui organise quatre expositions de 1888 à 1893)[18],[19] ;
- en 1895 se tiendra à Copenhague L'exposition des femmes du passé et des femmes actuelles, exposition d’art et de culture inspirée par l’Exposition universelle de 1893 à Chicago et son Woman's Building, sous l'impulsion de Sophie Oxholm et Emma Gad ;
- en 1900 se formera le Groupe des huit femmes artistes de Vienne (1900-1912) ;
- en 1902 se créera en Suisse la Société romande des femmes peintres et sculpteurs[20].

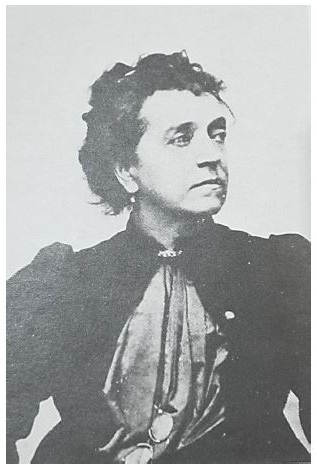
Portrait d'Hélène Bertaux, dite Mme Léon Bertaux (1825-1909), en 1889.

L' Académie royale des beaux-arts de Suède, qui permet un cursus gratuit de cinq ans, est elle accessible aux étudiantes dès 1864.

### L'ouverture du«Salon des Femmes»à Paris en 1882
Hélène Bertaux décide de mettre très vite en place un nouveau salon artistique annuel (sans jury de sélection, du moins sous son mandat, et sans comité de placement des œuvres) qui permet de promouvoir les travaux de ses sociétaires, qu'elles soient débutantes ou confirmées, auprès du grand public, de la presse, des officiels ou des acheteurs. En parallèle, plusieurs prix — dont un prix Léon Bertaux puis un prix de l'Union — récompensent financièrement les artistes les plus méritantes, et des dispositifs de solidarité financière permettent de soutenir les artistes débutantes ou les plus démunies. Enfin, les sociétaires de l'UFPS peuvent également exposer les œuvres présentées dans d'autres salons : le salon de l'Union ayant lieu peu de temps avant celui des artistes français, facilité est donnée aux exposantes au premier de faire transférer leurs œuvres au second pour y être soumises au jury d'exposition.

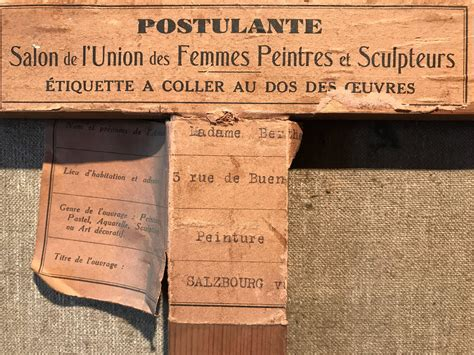
Au Grand Palais, les artistes ayant exposé au salon l'UFPS peuvent laisser en dépôt les œuvres qu'elles souhaitent soumettre au jury du Salon des artistes français, qui se tient quelques mois plus tard.

Le premier Salon de l'UFPS ouvre ses portes le 26 janvier 1882 à la salle du Cercle des arts libéraux (appelée aussi salle Vivienne), située au no 49 rue Vivienne à Paris. L'année 1882 est ainsi celle des deux premières expositions non mixtes de femmes artistes en France, avec celle qui se tient quelques semaines plus tard au Cercle de la rue Volney à Paris, autour de Louise Abbéma. Par la suite, les expositions de l'Union ont lieu dans une aile du Palais des Champs-Élysées prêtée par les pouvoirs publics jusqu'en 1897, à la galerie Georges Petit en 1898, dans un format réduit, en raison de la démolition du palais de l'Industrie, à la Galerie des Machines sur le Champ-de-Mars en 1899, à l'Orangerie des Tuileries en 1900, puis au Grand Palais, édifié pour les salons, à compter de 1901. Bien plus tard, il se tiendra au Palais de Tokyo. Le Salon de l'Union gagne rapidement en notoriété et devient ainsi, au fil des ans, un rendez-vous attendu et inauguré, à plusieurs reprises, par des représentants de l’État. Le Salon connaît un réel succès : si au premier Salon de 1882 on compte une trentaine d'exposantes, elles seront 130 en 1885 (salon lors duquel est rendu un hommage remarqué à Marie Bashkirtseff,, qui y a exposé l'année précédente), et plus de 400 en 1889.
La fondatrice engage ses sociétaires à développer leur propre art, un « art féminin ». L’exposition de l’Union des femmes peintres et sculpteurs comportera d'ailleurs une section consacrée à l’art décoratif où sont présentés des miniatures, des émaux, des meubles, de la verrerie d’art, de la reliure, etc., œuvres alors jugées spécifiquement féminines. La question de l’admission des travaux d’aiguilles est posée en 1905 mais les sociétaires rejettent cette proposition. Une certaine critique reprochera au « Salon des femmes » de se cantonner à une peinture sentimentale ou « domestique », d'exposer trop de fleurs et de natures mortes (« vos salons sont de vrais jardins ») — alors même que la peinture sur le motif par les femmes est encore socialement réprouvée, et qu'il y a donc assez peu de paysagistes à l'Union. La critique est parfois férocement genrée (« Ce qui frappe tout d'abord dans le Salon de l'Union des femmes, c'est l'absence d’originalité. Nulle vision directe de la nature, aucun sentiment qui vienne d'elles-mêmes (…) La femme qui peint ou sculpte, voit la nature à travers le tempérament d’un artiste à la mode, Henner, Carolus, Benjamin Constant, Machard, etc. ; de là, l'impression de banalité qui se dégage de leurs œuvres. Ce n’est que dans les arts mineurs, aquarelles, pastels, miniatures, qui réclament de la légèreté et de la grâce, que nous trouvons des preuves de vrai talent, d'agréables choses à regarder »). Camille Métra est ainsi louée pour ses pastels. Dans les genres « majeurs », la peintre de marines Élodie La Villette y sera cependant remarquée. Les portraits exposés sont quant à eux nombreux, et dans la représentation de la « nouvelle femme » c'est le « caractère » plutôt que la « beauté » qui est primé, par exemple en 1896 avec le tableau de Jeanne Tournay qui obtient le second prix de l'Union, Portrait de Mme Clovis Hugues.

### Le militantisme auprès des institutions

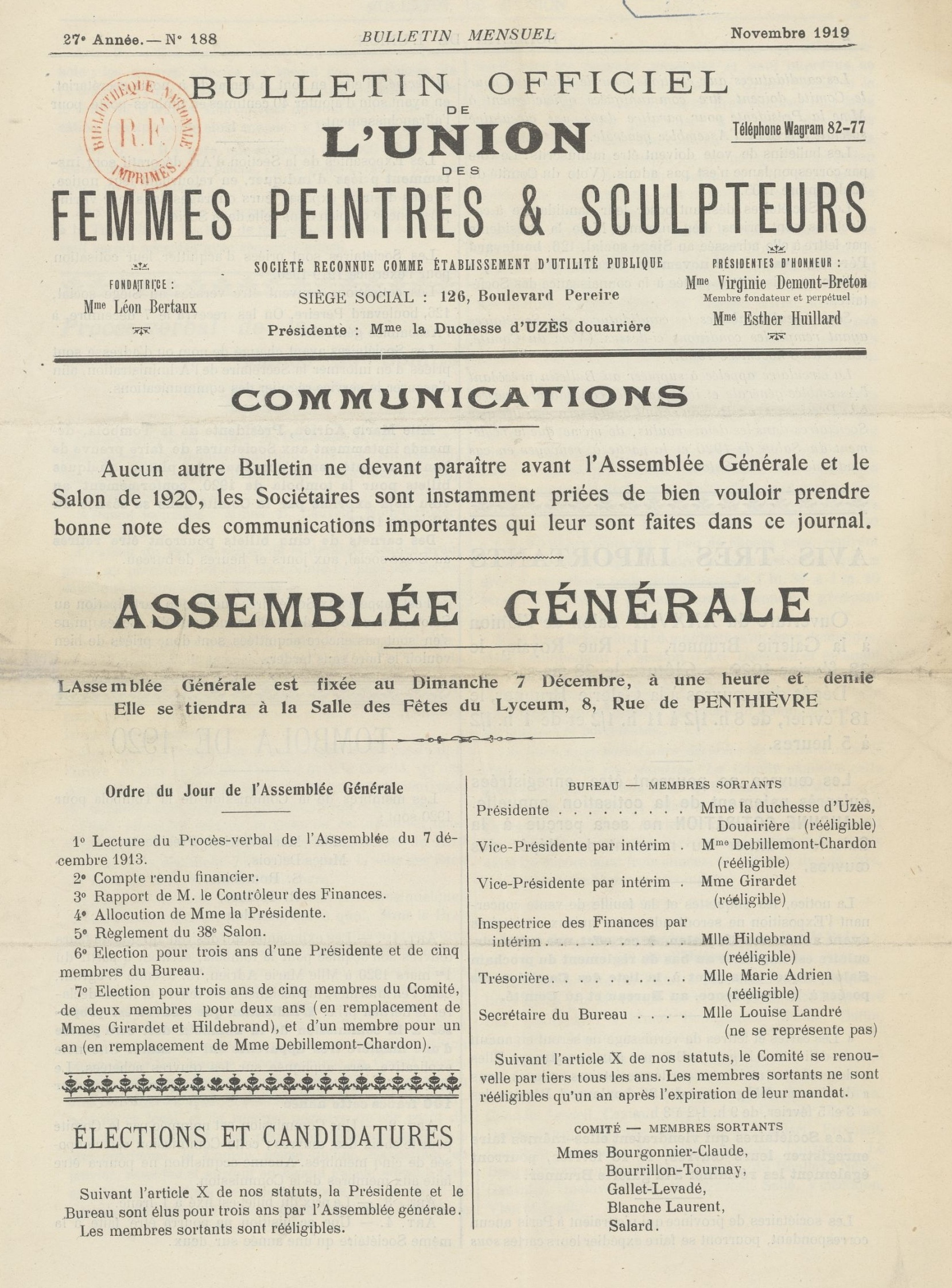
Bulletin Officiel de l'Union des Femmes Peintres et Sculpteurs, Novembre 1919.

Dès 1889, et soutenue par l'UFPS, Hélène Bertaux mène un combat qui durera de longues années, et dont le but est de voir les femmes artistes intégrer l’École nationale supérieure des beaux-arts de Paris et de prendre part au concours du prix de Rome.
En décembre 1890, Hélène Bertaux lance le Journal des femmes artistes, un périodique (d'abord bimensuel puis qui tirera environ huit numéros par an), distribué gratuitement aux sociétaires, organe d'information mais aussi de communication entre elles. Par ailleurs, pour faire la promotion des ateliers de femmes artistes, jusqu'en 1899 les sociétaires qui assurent des cours de peinture pourront y insérer gratuitement des annonces. En 1901, ce journal devient un Bulletin officiel de l'Union des femmes peintres et sculpteurs (mensuel, hors l'été), avant de cesser de paraître en novembre 1919.
L'Union multiplie les interventions auprès des sociétés artistiques, du ministère des Beaux-Arts, de personnalités pour faire évoluer les règles des salons et la législation de l'enseignement pour les artistes. Elle rencontre certains soutiens, mais dans une partie de la société la réaction est rude. Ainsi en 1891 sous la plume d'un journaliste et futur député, Edmond Lepelletier : « Je suis très philogyne, mais j'aime les femmes ailleurs que sur un escabeau de sculpteur. J'adore les femmes de lit et non de chevalet ». Au Salon de l'Union, la critique artistique ne donne pas dans ces outrances, mais peut se montrer blessante ou condescendante ; « cette exposition est un fait en l'honneur de la femme qui cultive l'art et y cherche, soit une agréable distraction, soit une carrière productive. En tout cas cela vaut mieux que de s'occuper de politique… », écrit un critique en 1883.
En 1890 l'UFPS et le groupe Dialogue co-organisent l'exposition de La Biennale des femmes au Grand Palais.
En 1892, l'UFPS est reconnue association d'utilité publique, ce qui lui permet de recevoir des dons, des legs ou des subventions.
La même année, Hélène Bertaux est nommée par le ministère au comité d'organisation de la section féminine des beaux-arts de l'Exposition universelle de Chicago de 1893. Pour cette exposition, un pavillon spécifiquement dédié aux femmes artistes et artisanes a été prévu — The Woman's Building — volontairement séparé du palais des Beaux-Arts qui lui, accueillera tous les autres artistes, quel que soit leur sexe,. Dans la section française, plus d'une centaine d'artistes femmes y montrent leur travail. Parmi les artistes exposant à l'Union, on y retrouve Marthe Boyer-Breton, Laure Brouardel, Laure de Châtillon, Cécile Chennevière, Delphine de Cool, Virginie Demont-Breton, Élodie La Villette, Frédérique Vallet-Bisson, Hélène Bertaux, Manuela (la duchesse d'Uzès), etc. Hélène Bertaux y fait installer un grand panneau mural rappelant l'historique de l'UFPS, son développement et sa situation financière très florissante. Des rencontres et débats entre le courant féministe américain et les créatrices françaises auront un impact déterminant dans les médias.
L'année suivante, en 1894, Hélène Bertaux, en conflit ouvert avec la vice-présidente Virginie Demont-Breton qui revendique un jury de sélection (pour professionnaliser le Salon et faire face aux critiques de la presse artistique sur la qualité d'une partie des œuvres exposées), se retire de la présidence de l'UFPS, tout en restant sociétaire à vie et présidente honoraire. Elle exposera au Salon de l'UFPS jusqu'en 1897[réf. nécessaire], et deviendra de 1896 à 1907 la première et l'unique femme à faire partie du jury de sélection du Salon des artistes français en sculpture.

## Le combat gagné pour l'accès à l'école des Beaux-Arts (1882-1900)
Sous la présidence de Virginie Demont-Breton (décembre 1894 à 1900), l'association change de siège social (désormais situé au 175 boulevard Pereire) mais surtout, à partir de 1896, les sociétaires devront passer par un jury pour pouvoir exposer au Salon annuel, mettant ainsi le principe de professionnalisme en avant du but initial de « sororité ». La composition de ce jury est âprement discutée ; le compromis est un « grand jury » de 72 membres constitué pour trois ans, en partie formé des sociétaires déjà récompensées à l'Union ou au Salon des artistes français, et complété par élection pour les membres restant à pourvoir. Chaque année, un tirage au sort détermine ensuite les 24 membres du jury du Salon. Rosa Bonheur expose à l'Union en 1897. Des artistes de talent y accrochent régulièrement (Anna Quinquaud, Adrienne Jouclard, etc.) . En 1911, près de 1 400 œuvres sont exposées et le Salon de l'Union fera partie jusqu'au second conflit mondial des Salons parisiens reconnus ; le regard va changer et les achats par l'État ou par des particuliers d'œuvres exposées aux Salons de l'UFPS vont augmenter de manière notable,. Selon le voeu de la fondatrice, artistes confirmées et débutantes continuent à s'y côtoyer et bénéficient du soutien de ce collectif qu'est "L'Union", par exemple sur le plan financier par une tombola de l'Union et plus tard une Fraternité des Artistes, instaurées pour augmenter la solidarité entre sociétaires. Dans les années 1900, de plus en plus de sociétaires exposent également au Salon des artistes français ; en 1914, il est décidé que les artistes hors-concours à ce salon le seront désormais aussi à celui de l'Union.

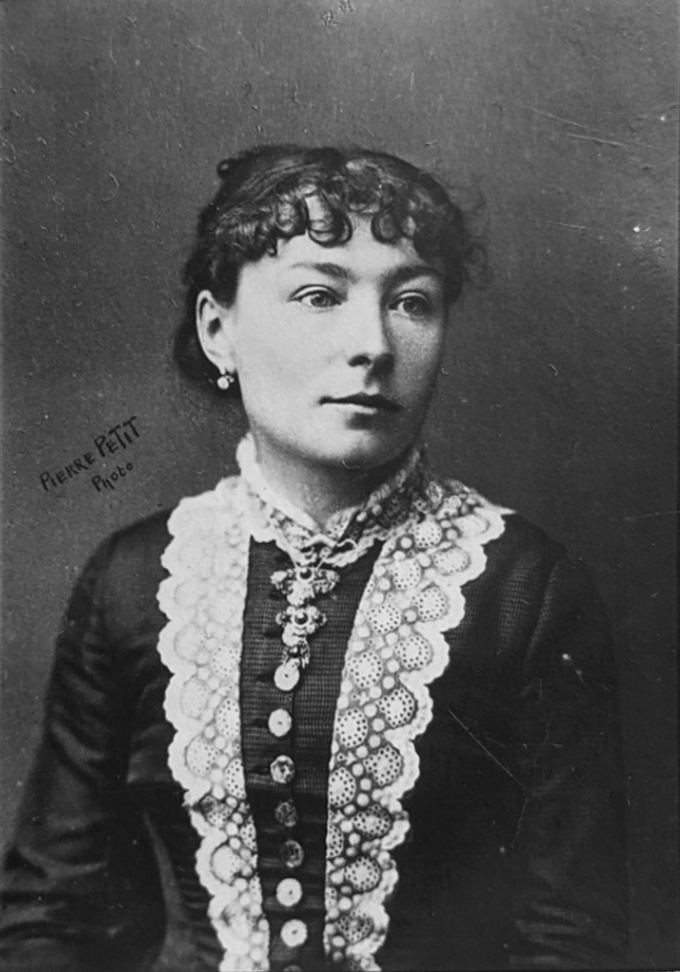
Portrait de Virginie Demont-Breton par Pierre Petit.

Virginie Demont-Breton poursuit les démarches officielles pour le grand combat de l'Union, l'accès à une formation artistique équivalente pour les hommes et les femmes. Elle est réélue présidente par acclamation en 1897.
Entre 1896 et 1900, les femmes sont admises — très progressivement — à l'École nationale supérieure des beaux-arts de Paris. En 1896, les femmes de 15 à 30 ans obtiennent (sur critères d'admission dont une lettre de recommandation d'un professeur ou artiste connu, ce qui n'est pas exigé des hommes) l'autorisation de fréquenter la bibliothèques des Beaux-Arts, d'assister gratuitement (dans des séances non mixtes qui leur sont attribuées) aux cours magistraux de perspective, d'anatomie et d'histoire de l'art. En 1897, l'accès au travail dans les galeries, et celui aux examens, leur est accordé ; en 1900 enfin, les femmes ont accès à des ateliers non mixtes au sein de l'école, avec comme professeurs Ferdinand Humbert pour la peinture, Laurent Marqueste pour la sculpture. La nudité des modèles, parfois couverts d'un pagne dans les ateliers de femmes uniquement, est l'objet de nombreux débats. Des discriminations persistent, par exemple seuls les jeunes gens bénéficient d'une prolongation de la limite d'âge pour reprendre leurs études aux Beaux-arts après leur mobilisation lors de la Première Guerre mondiale, et les jeunes femmes qui ont été infirmières sur le front sont a priori exclues de ce dispositif (la réinscription de la sculptrice Raymonde Martin par exemple est initialement refusée, avant qu'elle n'obtienne finalement gain de cause). De même, si en 1923 les ateliers se font sans distinction de sexe, il sera encore exigé des femmes admises qu'elles soient célibataires.

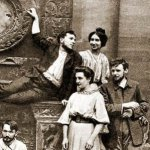
Admissions en loge de femmes au Prix de Rome : en 1909 les sculptrices Lucienne Heuvelmans (au 1er plan) et Fanny Rozet (au second plan). La première sera lauréate du prix de sculpture.

En 1903, l'accès des femmes au concours du prix de Rome (qui garantit aux lauréats la prise en charge de leur formation), autre objectif premier de l'Union, est obtenu. La première logiste est Marcelle Rondenay, qui n'est pas retenue pour le prix, et la première femme lauréate d'un premier grand prix de Rome est Lucienne Heuvelmans, en sculpture, en 1911. Cette victoire aura un impact important, puisque les artistes femmes pourront désormais avoir accès aux mêmes formations, récompenses, concours et débouchés que leurs homologues masculins.
Cette évolution sociétale est contemporaine en France à la lente évolution de l'accès aux études supérieures pour les femmes : à l'université de lettres, une première femme est admise en 1863, en 1868 en médecine, en 1884 seulement en droit ; en 1900 l'université française ne compte que 3 % de femmes.

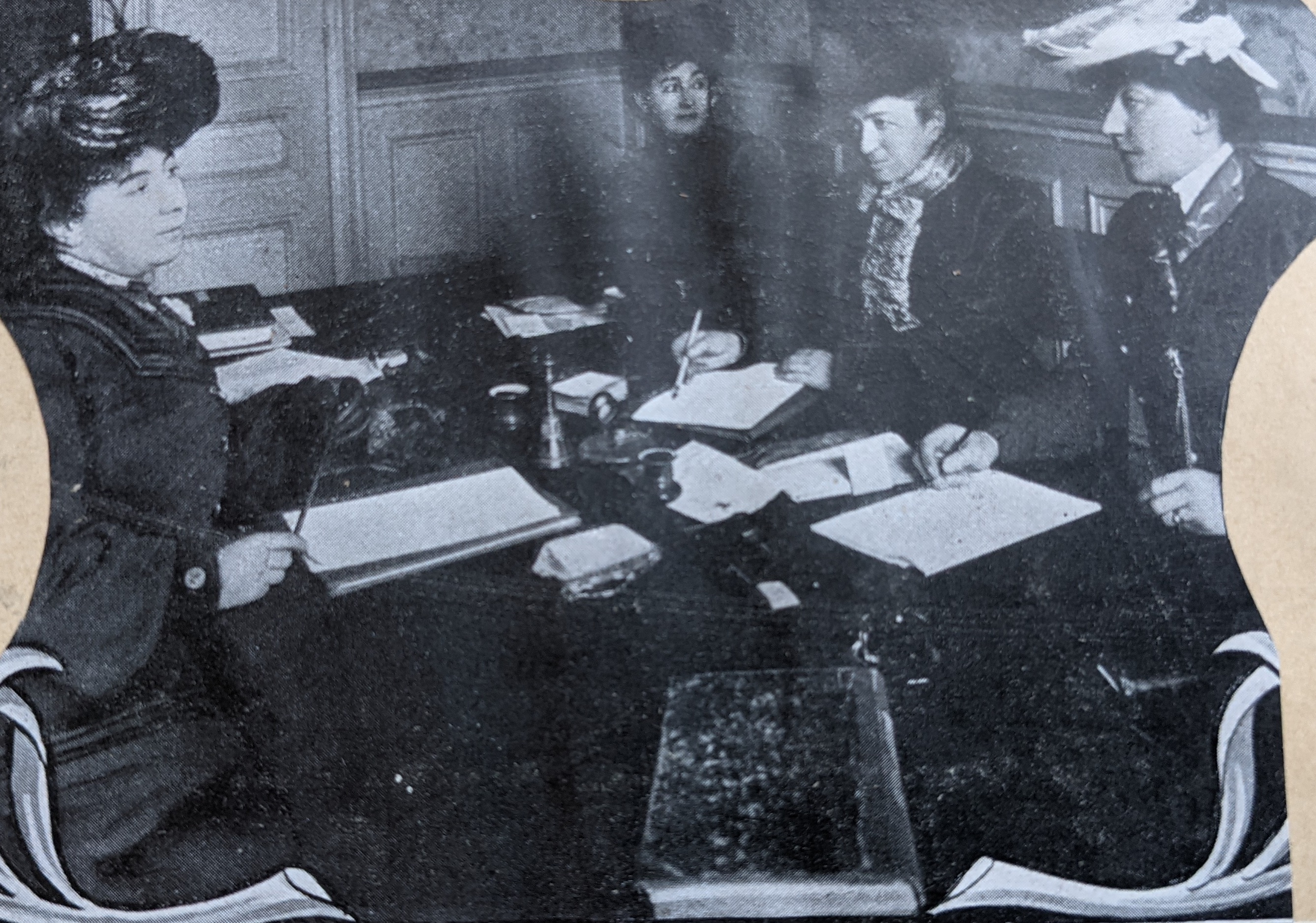
Une réunion du bureau de l'Union, vers 1910-1920. La présidente, la duchesse d'Uzès, au centre de la table, entourée à sa gauche d'Esther Huillard, vice-présidente, et à sa droite de Marie Adrien, trésorière, écoute Gabrielle Debillemont-Chardon, en face d'elle, vice-présidente. BNF, département des estampes et de la photographie, fonds Laruelle.

## L'Union au tournant du siècle: le conservatisme de la duchesse d'Uzès, et les associations sœurs ou transfuges (1890-1914)
L’Union des femmes peintres et sculpteurs est forte du combat gagné pour l’entrée des femmes à l’École des Beaux-arts, et de la notoriété acquise par son salon annuel auprès des pouvoirs publics et d'une partie de la presse. Cependant, la longue présidence de la duchesse d'Uzès, sculptrice, qui expose à l'Union sous le nom de Manuela à partir de 1897, avant d'en devenir la troisième présidente en 1901, correspond à une période plus conservatrice. La duchesse d'Uzès, malgré son investissement personnel et financier, y est parfois contestée pour la prépondérance de ses affinités politiques et mondaines sur ses talents artistiques. En 1903, Virginie Demont-Breton, une première fois présidente de 1894 à 1900, est pressée par ses consœurs de reprendre la tête de l'Union. Elle est élue, mais apprenant que la duchesse d’Uzès, présidente sortante, est conjointement nommée présidente d’honneur, elle refuse de siéger. Elle reproche à cette dernière d’avoir fait passer ses convictions politiques et religieuses avant les intérêts de l’Union, en ayant refusé une invitation à un gala donné au palais de l’Élysée à un moment où la République entérine des lois anticléricales. Esther Huillard, vice-présidente, prend alors la tête de la société, dans l’ombre de la duchesse, présidente d’honneur toujours présente à ses côtés, puis réélue en 1907, dans une présidence qui durera 25 ans au total.
En 1911, un critique présente ainsi le conservatisme de l'UFPS, distinguant les artistes femmes qui fréquentent d'autres structures jugées plus modernes : « Les peintresses ont envahi le Grand Palais. Ces peintresses ne se nomment pas Charlotte Besnard, Hélène Dufau, Mary Cassat, Louise Breslau, ni Lucie Couturier, Marval ou Galtier-Boissière. Elles s'appellent Vallet-Bisson, Huillard, Bourgonnier-Claude, Lavirotte, Delacroix-Garnier. Elles sont adroites, superficielles, peignent des portraits léchés et des fleurs sans parfum. Elles ont les Palmes académiques [...] ».
Dans le sillage ou en « scission » de l'Union apparaissent dans cette période d'autres groupements professionnels, qui permettent l'émergence de réseaux complémentaires d'artistes femmes, parfois plus modernistes, et leur donnent l'opportunité d’autres lieux d'expositions, plus intimistes, où elles peuvent se faire remarquer plus facilement par la critique et le public que dans les grands salons,,:
- en 1890, la Société de l'Union centrale des Arts décoratifs organise une Exposition des Arts de la Femme ;
- en 1892, des artistes font sécession de l'Union pour rejoindre une Société des femmes artistes aux critères d'admission se voulant plus rigoureux que l'Union, même si certaines exposantes présentent leurs œuvres dans les deux salons, et dont l'exposition se tient à plusieurs reprises jusqu'en 1906, à la galerie Georges Petit[3],[48],[49] ;
- en 1895 se regroupent les Femmes pastellistes, douze artistes dont six sont membres de l'Union, à la Bodinière[50] ; lors de l'édition de 1896, Marguerite Verboeckhoven, cofondatrice du Cercle des femmes peintres de Bruxelles, y est remarquée[51] ;
- « Les XII à la Bodinière », accrochage commun, de 1899 jusqu'en 1902, au théâtre de la Bodinière à Paris, d'œuvres par douze artistes femmes de différentes nationalités, pour la plupart exposant par ailleurs à l'Union des femmes peintres et sculpteurs, fut un moment audacieux dans le contexte sociétal prévalent, même si sa production artistique resta globalement à l'écart des courants modernistes du moment. Maria Slavona et Julia Beck y participent[52],[53],[n 7] ;
- en 1900, est formée l'Association mutuelle des femmes artistes de Paris ;
- en 1906, est inauguré sous le patronage de la duchesse d’Uzès le Cercle international des arts, académie d’enseignement artistique exclusivement féminine, dans un local construit à cet effet au 97 boulevard Raspail à Paris. Esther Huillard en est nommée directrice des cours[15] ;
- de 1907 à 1913, Les Quelques (Galerie des Artistes Modernes)[55], avec Henriette Crespel, Louise Galtier-Boissière, Bessie Davidson, Jeanne Duranton, Béatrice How, Jeanne Simon, etc.[56] sont une émanation de l'Union internationale des femmes artistes ;
- en 1907, Marguerite Jacquelin fonde à Bordeaux la Société des femmes artistes, sous le haut patronage de la duchesse d'Uzès, société qui organisera des expositions jusqu'en 1931[57] ;
- en mars 1909, sous le patronage de la duchesse d'Uzès et à l'invitation du Salon des « Uns », les « Unes », dont la présidente est Ernesta Robert-Mérignac exposent au Grand-Palais[58] ;
- en 1909, est créé par Marie Thélika Rideau-Paulet le Syndicat des artistes femmes peintres et sculpteurs[59], qui organise également des expositions. Marie-Anne Camax-Zoegger en devient présidente en 1929[60] ;
- le « Salon Blanc et Noir », quoique mixte, se tient de 1885 à 1892 et permet à partir de 1886, malgré son nom, à de nombreuses femmes aquarellistes ou pastellistes de présenter leurs œuvres sans crainte d'être « écrasées par les huilistes ». Quatre cents femmes artistes y exposent ainsi en 1892[61].

Il n'y a pas de salon en 1915 en raison de la guerre, mais les expositions reprennent dès 1916, bien que dans des formats réduits, l'Union décidant que le conflit ne doit pas entraver le mouvement artistique féminin. Les prix sont suspendus au profit d'œuvres en faveur des blessés. De nombreuses sociétaires travaillent dans les dispensaires et hôpitaux, telle les sœurs Louppe et Blanche Girardet; Blanche Louppe (membre du Comité de l'Union de1901 à 1906) meurt en 1916 d'une maladie contractée en tant qu'infirmière auprès des blessés de guerre.

## L'Union dans l'entre-deux-guerres, à l'écart de la modernité
L'entre-deux-guerres est pour les femmes une période où une série de mesures vise à maintenir un ordre traditionnel de la société qui voudrait restreindre la place de la femme au foyer. Dans les années 1920, le salon de l'Union n'apparaît plus novateur et semble s'embourgeoiser. Son journal cesse de paraître. « Après l'effervescence des premiers combats […] l’Union semble se laisser aller à partir des années 1920 à une douce somnolence que viendront bousculer quelque peu les années trente avec notamment la création des Femmes Artistes Modernes ». En 1931 en effet, les Femmes artistes modernes de Marie-Anne Camax-Zoegger (soutenues par un comité composé d'hommes), société qui se veut plus élitiste que l'Union et revendique l'innovation, expose Suzanne Valadon, Camille Claudel, etc. Au salon de l'Union des femmes peintres et sculpteurs par contre, « les dames et les jeunes filles ne paraissent pas troublées par les remous qui marquèrent le développement de la peinture et de la statuaire modernes… Il ne semble pas que Cézanne (…) ait mis en émoi leur sensibilité d'artistes ; ni la couleur subtile de Matisse, ni celle, somptueuse, du "Douanier" Rousseau n'obsède leur rétine, et aux problèmes posés par Picasso elles ne prétendirent point proposer une solution. Voici donc des artistes apaisées. Celui qui voudra se renseigner sur les tendances nouvelles devra trouver une autre exposition ».
Deux événements importants ont cependant lieu en 1937 dans le domaine de la reconnaissance des femmes artistes, avec, à l'occasion de l'Exposition universelle, l'organisation par le musée du Jeu de Paume et Laure Albin Guillot de la plus grande exposition jamais consacrée aux femmes par la France, Les femmes artistes d'Europe exposent au Jeu de Paume, et également l'Exposition internationale des Arts et des Techniques du 25 mai au 25 novembre, où de nombreuses femmes exposent après avoir répondu à des commandes.
Des différents groupements ou sociétés d'artistes femmes existant, seule l'Union des femmes peintres et sculpteurs survivra à la Seconde Guerre mondiale, pendant laquelle le salon de l'Union, comme celui des artistes français, continue à exposer. En 1942, tandis que Berthe Girardet, qui va devenir présidente jusqu'à la Libération, y expose un buste du Maréchal Pétain, Yvonne Lévy-Engelmann gagne la zone sud et protège des enfants juifs. En janvier 1944 pour son 60e salon, l'Union expose au Palais de Tokyo, dans une salle séparée de celle des sociétaires, une rétrospective d'artistes qui n'étaient pas sociétaires, mais à la réputation établie, comme Suzanne Valadon, Berthe Morisot ou Jacqueline Marval.

## Les sursauts de l'UFPS face aux nouvelles revendications féministes (1945 à 1994)

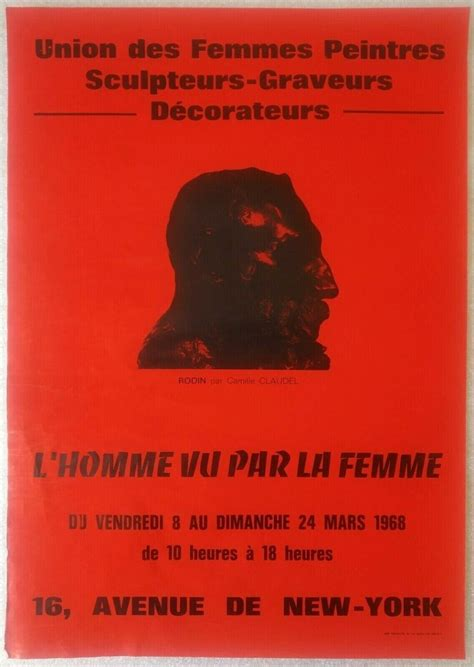
Affiche pour le salon 1968 de l’UFPS. Ce buste de Rodin par Camille Claudel (même si la sculptrice n’a jamais fait partie de l’Union) propose un retournement de la vision genrée des rôles en art : dans l'exposition les corps des hommes sont soumis aux regards des femmes artistes.

L'Union, malgré son action pour la professionnalisation des artistes femmes en France, perd alors en vitalité, et intègre peu les nouvelles formes d'art. Longtemps après ses deux décennies initiales de combat féministe, son salon est après-guerre parfois considéré comme « ringard » ou mondain. C'est le temps de « la reconstruction de l’organisation ainsi que d’une réflexion sur les enjeux de l’art face au politique alors que les femmes viennent d’acquérir enfin le droit de vote ». En 1945, le salon expose plus de 600 œuvres sous la présidence d'Inès Barcy, Éliane Petit de La Villéon, Lilas Bug et Mary Dorat. Des artistes de renom participent encore à l'Union après 1945 (Suzanne Chapelle, Louise Janin, Éliane Petit de La Villéon, etc.) et le salon tente de sortir du classicisme qui le connote en proposant des rétrospectives d'artistes cubistes ou d'art brut (María Blanchard en 1950, Séraphine de Senlisen 1951). Une artiste transgenre, Michel-Marie Poulain, y expose. En 1968, l'Union organise une exposition L'homme vu par la femme, et en 1971 Les cinq sens.
Dans la société, la visibilité des œuvres produites par des femmes reste toujours inférieure à celle des hommes : la représentation des femmes artistes plafonne encore à 20 % dans les expositions et les musées,. Si l'Union a participé de la « première vague féministe » de la fin du XIXe siècle et du début du XXe siècle autour de la question des droits civiques, c'est dans le sillage des mouvements féministes des années 1970-1980, « deuxième vague » davantage centrée sur la lutte des femmes contre le patriarcat et pour les libertés, que de nouveaux collectifs et expositions de femmes artistes vont voir le jour pour porter les revendications des plasticiennes, :
- à la fin du salon de l'Union des femmes peintres et sculpteurs de 1975 (qui avait établi une sélection des œuvres plus sévère, en espérant rallier un nouveau public, et tenté une ouverture à l'art contemporain, mais échoué à rallier des artistes expérimentales telles Jacqueline Dauriac, Milvia Maglione, Dorothée Selz, etc.)[2],[47] Christiane de Casteras quitte l'Union pour créer Féminie-Dialogue[79], qui expose de 1975 à 1980, avant de s'en rapprocher à nouveau ;
- Charlotte Calmis, poète et peintre, crée La Spirale (groupe de réflexion et de communication sur la création au féminin, qui tiendra une seule exposition, en 1977 ;
- en réaction à « l'année de la femme » créée par l'ONU et à laquelle participera l'Union, Dorothée Selz et Mirabelle Dors créent Femmes en lutte, organisation politisée qui tiendra des expositions, surtout d'œuvres collectives, au Salon de la Jeune Peinture en 1975 et 1976 ;
- toujours en réaction au salon de l'Union de 1975 à l'Unesco, se crée le collectif Femmes/Arts autour de Françoise Eliet, psychanalyste et peintre, qui réalisera de nombreuses petites expositions dans un réseau d'ateliers de 1976 à 1980 ;
- Singulières/Plurielles expose au salon de la Jeune Peinture (groupe mixte) en 1978 avant de rejoindre Art et Regard des Femmes de Nicole Millet et Mariette Teisserenc, qui réunit des artistes se disant autodidactes, dans un espace unique associant formation, ateliers et expositions, de 1978 à 1981[75],[80] ; nombre de ses membres participent cependant également au salon de l'Union[81].

La revue Sorcières de Xavière Gauthier et Anne Rivière se fait le témoin des activités de ces différents groupes, qui correspondent à un moment singulier dans une transition des expositions « à l'ancienne » vers de nouveaux modes d'accrochages, et aussi dans l'évolution de la façon de penser la création en elle-même. Avec les années 1980 et l’avènement d’une société libérale, les activités de ces collectifs se modifient, avec une tendance à l'intégration des combats féministes dans les structures officielles.
En 1978, l’UFPS rend hommage à Sophie Taeuber-Arp et à Marcelle Cahn, deux grandes figures de l’abstraction, non sociétaires. En 1981, pour son centenaire, et dans l'esprit de la fondatrice, le salon accueille exceptionnellement les peintres sans jury d'admission. Le dernier Salon de l'UFPS a lieu en 1994 à l'espace Eiffel-Branly. L'une des dernières présidentes de l'Union sera la peintre Marianne Fayol. Dans les années 1990, l'Union prend le nom de Contemporaines, avant de disparaître.

## Bilan et critique

### L'histoire de l'Union aux croisements de celles de l'art et du féminisme, une expérience encore insuffisamment étudiée
Un des objectifs de l'Union des femmes peintres et sculpteurs était de faire émerger la « troupe invisible de femmes » artistes, qui existait mais était à l'écart des circuits de professionnalisation offerts aux hommes, et de mettre ces artistes en relation dans une « constellation » devenant visible. Il existe encore assez peu d'études approfondies sur l'Union et ses 110 ans d'existence, surtout concernant la période qui suit la Première Guerre mondiale. Le processus d'invisibilisation des femmes artistes, qui perdure encore au début du XXIe siècle, en est une raison ; une autre est la dispersion d'une grande part des archives de l'Union en 1994. Les microhistoires de toutes ces femmes artistes qui ont gravité autour de l'UFPS de la fin XIXe siècle à la première moitié du XXe siècle, et de leur absence fréquente de postérité, restent à analyser en vue d'une étude prosopographique de ce collectif. De rares ouvrages, des recherches universitaires récentes ou en cours,,, un Dictionnaire de l'Union des femmes peintres et sculpteurs (synthèse des catalogues des salons disponibles), des publications, comblent progressivement les lacunes dans l'histoire singulière de l'Union.
Parmi les très rares expositions consacrées à l'Union à ce jour figurent celle du musée d'Art et d'Archéologie de Senlis en 2021, L'Union des femmes peintres et sculpteurs au tournant du XXe siècle, qui regroupa en particulier des œuvres d'Hélène Bertaux, Virginie Demont-Breton, Clémentine Ballot, Malvina Brach, Antoinette Chavagnat, Louise Descamps-Sabouret, Marguerite Fould, Esther Huillard, Jeanne Lauvernay-Petitjean, Eugénie Noury-Roger, Sonia Routchine-Vitry, etc. , et une exposition en 2024 de l'association Femmes Artistes en Réseaux et de l'INHA à la bibliothèque Labrouste à Paris, autour d'archives de l'Union sauvegardées.

### Un outil d'émancipation, ou de marginalisation des femmes artistes?
Si le salon de l'UFPS ne fut pas en général un lieu d'avant-garde artistique, il eut le mérite de montrer au public et à la critique que les artistes femmes étaient nombreuses, qu'elles voulaient être exposées et achetées et avoir une carrière au même titre que les hommes. L'Union a également favorisé l'émergence au tournant du XIXe siècle d'autres manifestations non mixtes de femmes artistes,. Dans le contexte de la Troisième République, soucieuse de développer la statuaire monumentale ou commémorative, les sculptrices en général — et celles de l'UFPS en particulier — trouveront progressivement des débouchés dans l'espace public, jusqu'alors dévolu aux hommes (avec des commandes de monuments divers). Ce sera encore plus vrai après la Première Guerre mondiale.
Cependant, des critiques se sont élevées sur les bien-fondés de la création d'une telle Union de femmes : « Au XXe siècle, [les] femmes artistes s[er]ont évacuées de l’histoire de l’art, leur élimination collective ayant été facilitée par la mise en place, au tournant du siècle, d’une sphère d’étude distincte. Une homogénéité fictive des œuvres féminines est encouragée, qui se traduit par des manifestations séparées (les expositions de l’Union des femmes peintres et sculpteurs, celle des Arts de la femme à Paris en 1892 ou celle du Palais de la Femme à l’Exposition universelle de Chicago en 1893) ainsi que par des ouvrages tels que La Femme dans l’art (1893) de Marius Vachon, etc. ». En 1975, refusant de participer au salon de l'Union, l'artiste Claire Bretécher ira jusqu'à déclarer : « L'art n'a pas de sexe et je me refuse à toute manifestation à caractère injurieusement discriminatoire. Je serais un chien que je vous dirais la même chose en ce qui concerne le salon des chiens peintres et sculpteurs »,.
Par ailleurs, Hélène Bertaux, par son initiative qui favorisa l'engagement des femmes dans des structures artistiques académiques en perte d'attrait (salons, école des beaux-arts), a pu éloigner certaines d'entre elles de la scène artistique contemporaine, car les innovations artistiques et les modes plus personnels d'art, moins basés sur la représentation, s'exprimaient alors plus fréquemment au sein des galeries, etc.,. Mais l'Union fut surtout active socialement avant le premier conflit mondial, et intégrer alors cette modernité qui restait essentiellement l'apanage de cercles masculins aurait nécessité une évolution sociétale qui ne se réalisera que bien plus tard, avec la « deuxième vague » féministes des années 1970. Dans le renouveau artistique des années 1900, l'époque émancipatrice des femmes artistes, celle de l'Union et de ses émanations, celle des salons mondains également, « pourra sembler pour un temps révolue (…) mais certaines (femmes artistes) ont su y trouver l'occasion de s'affirmer en tant que personnes libres et autonomes, vivant de leur art et déterminées à participer (…) du long cheminement, jamais achevé, de la véritable histoire de l'art ». Plus que sur le plan artistique, l'Union accompagne une génération des femmes artistes en France qui se sont battues pour une plus grande reconnaissance professionnelle, mais n'était pas un lieu propice à l'évolution artistique, l'avant-garde se manifestant ailleurs.
Malgré ce débat contemporain critiquant une ségrégation des artistes femmes dans un Salon spécifique — fut-elle une « discrimination positive » ? —, on peut considérer que, au regard du sexisme réactionnaire qui prévalait à la fin du XIXe siècle, « l'Union a été un moteur de reconsidération » des artistes femmes, et « a permis une évolution vers davantage de reconnaissance des femmes artistes et de mixité en art ». Ce débat entre d'une part une nécessaire sororité de femmes artistes — voire la reconnaissance d'un « art féminin », — pour permettre de faire évoluer la cause des femmes dans la société, et d'autre part la mise à disposition d'un outil de professionnalisation des artistes femmes dans le domaine universel de l'art, rejoint celui qui fut parfois virulent entre les deux premières présidentes de l'Union, Hélène Bertaux et Virginie Demont-Breton,.

## Présidence de l'UFPS

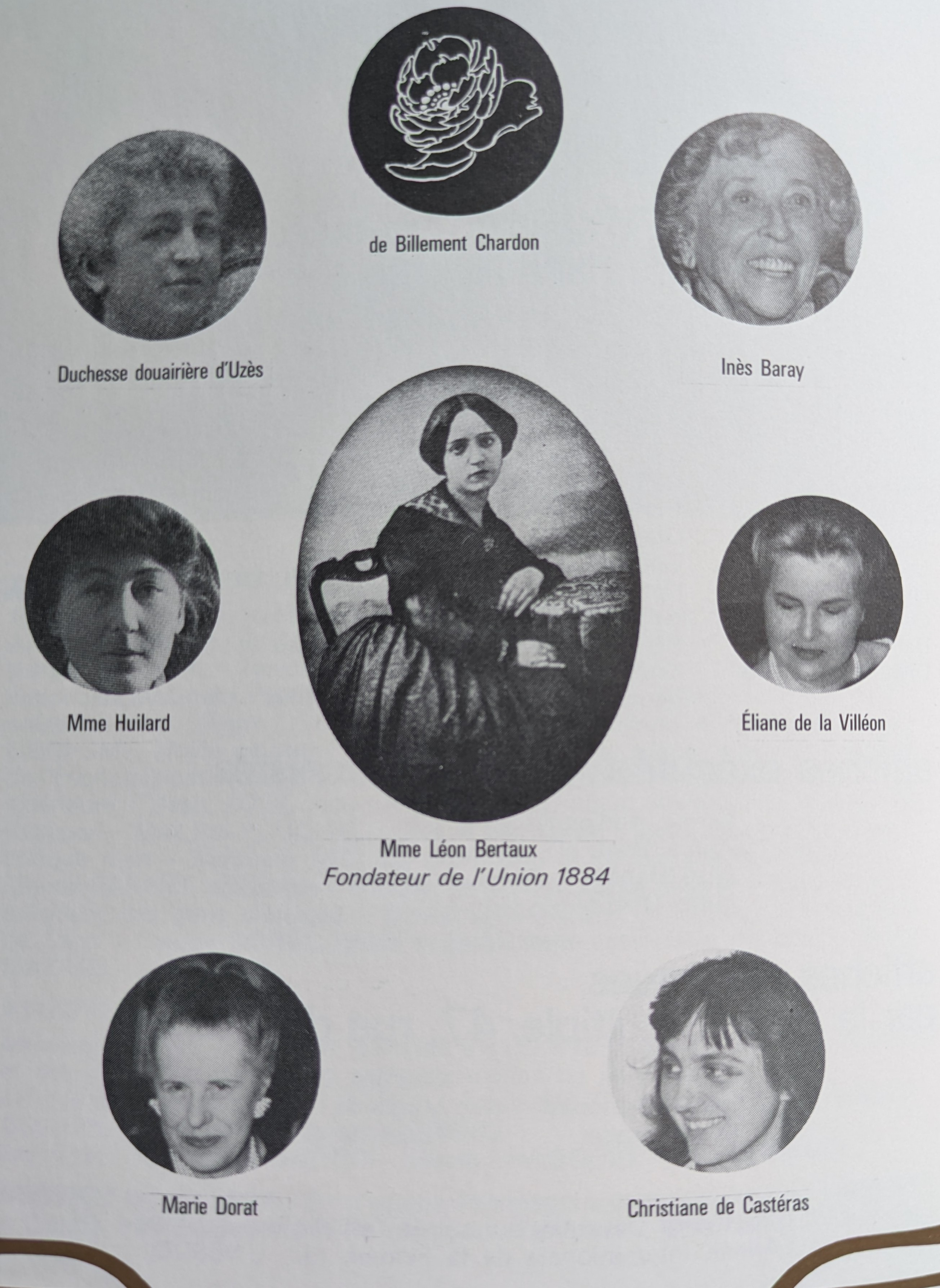
Les Présidentes de l'UFPS (catalogue 1975 du salon).

### Présidentes
- Hélène Bertaux (1881-1894)
- Virginie Demont-Breton (1894-1900)[n 9]
- Anne de Rochechouart de Mortemart, duchesse d'Uzès (1901-1903)
- Esther Huillard (1904-1906)
- Anne de Rochechouart de Mortemart, duchesse d'Uzès (1907-1933)[n 10]
- Gabrielle Debillemont-Chardon (1934-1939)
- Berthe Girardet (1943-1944)[92]
- Inès Barcy (1945-1952)[93]
- Éliane Petit de La Villéon (1964)
- Marie Dorat (1968)[80]
- Christiane de Casteras (1975)[47],[80]
- Fany Vidal (1976)[80]
- Modesta Ascensio-Allenet (1978)[80]
- Marianne Fayol[82]

### Présidentes d'honneur
- Rosa Bonheur (1895)[11]
- Anne de Rochechouart de Mortemart, duchesse d'Uzès (1903)
- Esther Huillard (1906)
- Marie Dorat (1975)[2]

### Vice-présidentes
- Louise Aron-Caen (1890, 1891)
- Élodie La Villette (1890)
- Virginie Demont-Breton (jusqu'en 1894)
- Pauline Delacroix-Garnier (1894-1900)
- Esther Huillard (1903)
- Nanny Adam (jusqu'en 1915)
- Émilie Guillaumot-Adan (jusqu'en 1917)
- Gabrielle Debillemont-Chardon (1925-1928)
- Eugénie Faux-Froidure (1925-1931)
- Inès Barcy (avant 1945)
- Anne-Marie Joly (1975)

## Prix de l'Union

### Les différents prix de l'Union
Il est instauré en 1892 par Madame Bertaux un prix « Fondation Madame Léon Bertaux » destiné à récompenser les sociétaires de l'Union médaillées au Salon des artistes français, ainsi que la première femme qui entrera en loge à l'école des Beaux-Arts. En 1893 est proposé par Madame Ocampo un prix éponyme, initialement attribué dans le cadre d'un concours d'esquisse de l'Union, visant à entrainer de jeunes femmes artistes pour le concours d'entrée à l'école des Beaux-Arts, en attente de la possibilité de préparation au sein des Beaux-Arts. Le prix Ocampo sera ensuite parfois attribué, après l'ouverture des Beaux-Arts aux femmes, à une œuvre d'art décoratif exposée au salon de l'Union. Le jury du prix de l'Union, comme du prix Ocampo, est initialement constitué de toutes les sociétaires exposantes. En 1895, le prix du Salon de l'Union, considéré jusqu'alors comme simple équivalent à une mention honorable aux artistes français, s'autonomise en véritable prix, avec un premier puis un second prix de l'Union dès 1896, décernés chaque année pour une œuvre exposée, choisie par le jury de l'Union en 1894 (cf. présidence de Virginie Demont-Breton plus haut). Un prix de paysage est également institué, un prix de sculpture en 1900, etc. Tous les prix ne sont pas attribués chaque année, car ils dépendent parfois de dons de mécènes (on peut citer parmi eux André Pératé). Les artistes les plus fortunées refusent parfois la somme correspondant au prix, qui sert alors de donation au prix correspondant l'année suivante. Il n'y a pas de prix en 1915 (pas de salon) ni de 1916 à 1920 (salons dans un format réduit, et recettes distribuées à des œuvres de guerre).

### Lauréates du prix Léon Bertaux
- Marcelle Croce-Lancelot (1891, sculpture, 2e médaille au Salon des artistes français)[18] (prix Fondation Léon Bertaux)
- Joséphine Houssay (1892, pastel)[18] (prix Fondation Léon Bertaux)
- Marcelle Croce-Lancelot (1894, La femme et ses destinées, bas-relief triptyque)[97] (prix Fondation Léon Bertaux)
- Gabrielle Debillemont-Chardon (1894, peinture)[98] (prix de l'Union)
- Esther Huillard (1895, portrait)[96] (prix de l'Union)

### Lauréates du prix Ocampo
(Madame Ocampo est secrétaire perpétuelle de l'UFPS. Voir aussi prix d'art décoratif)
- Blanche Moria (1894, concours d'esquisse, huile)[18]
- Pauline Delacroix-Garnier (1894)[99],[n 11]
- Isabelle Onslow (1909, art décoratif)
- Germaine Boy (1910, art décoratif)
- Mademoiselle S. Beck (1911, art décoratif)
- Alice Carissan (1912, art décoratif)
- Madame Maillet du Boulay (1913, art décoratif)
- Lucie Mansuy (1914, art décoratif)[38]
- Marcelle Tronche (1921, art décoratif)[100]
- Madame Germaine Casimir (1922, art décoratif)
- Madame Blandinières-Nourigat (1923, art décoratif)
- Marcelle Vincent-Rebichon (1926, art décoratif)
- Simonne Hette (Mademoiselle Cray) (1931, art décoratif)[101]
- Madame Pillet-Thomas (1935, art décoratif)
- Madame Tesse-Weyland (1936, art décoratif)
- Madame S. Bouillot (1938, art décoratif)

### Lauréates du prix de paysage
- Térésa Pératé (1894, prix de paysage Madame Léon Bertaux)[18]
- Zdenka Braunerová (1894, prix de paysage Ocampo)[18]
- Louise Mercier (1895, prix de paysage Pératé, tableau de fleurs)[96]
- Berthe de Neuville (1906)
- Blanche Roullet-Fauve (1907)
- Denise Richier (1936, don de Liniers)
- Mathilde Marguerite Hautrive (1937, don de Liniers)
- Denise Joannot-Donzet (1936, peinture à l'huile, don Bezard-Peraté)
- Olga Slom  (1938, don T. Bezard-Pératé)
- Louise Pillet-Thomas (1939)
- Édith Desternes (1948)[93]

### Lauréates du1erprix de l'Union
- Pauline Delacroix-Garnier (1896, Loin de Paris)[13]
- Gabrielle Debillemont (1897, pour 2 miniatures)[102]
- Marie Loire (1898)[103]
- Jeanne Tournay (1899, portrait de Marguerite Arosa, huile)
- Frédérique Vallet-Bisson (1900, portrait de Madame O.)[48]
- Nanny Adam (1901)[99]
- Eugénie Faux-Froidure (1902, aquarelle)
- Mathilde Delattre (1903, Dans un coin du parc, aquarelle)
- Charlotte Chauchet (1904)
- Madeleine Carpentier (1905)
- Hortense Richard (1906)
- Blanche Odin (1907, aquarelle)
- Émilie Guillaumot-Adan (1908)
- Louise Amélie Landré (1909)
- Louise Lavrut (1910)
- Louise de Ladevèze-Cauchois (1911)
- Suzanne Minier (1912)
- Léonie Michaud (1913, peinture)
- Louise Stella-Samson (1914)[38]
- Hélène Le Roy d'Étiolles (1921)[100]
- Clémentine Ballot (1922)
- Aline Lamy (1923)
- Jeanne Lauvernay-Petitjean (1924)
- Mademoiselle Burdy (1925, don Zopff)
- Claire Maliquet (1926)
- Jeanne Mahudez (1927)
- Mademoiselle Simone Meunier (1928)
- Sonia Routchine-Vitry (1929, don Dury-Vasselon)
- Inès Barcy (1930, don Dury-Vasselon)
- Louise Émilie Gallet-Levadé (1931, don Dury-Vasselon)[101]
- Lucie Ranvier-Chartier (1932, don Dury-Vasselon))[104]
- Zabeth (Élisabeth Dupuis) (1933, don Dury-Vasselon)[105]
- Marie-Jeanne Lagarde-Brochot (1934, don Dury-Vasselon)
- Germaine Hébrard (1935, don Dury-Vasselon)
- Madeleine Smith-Champion et Lucienne Capdevielle (1936, ex-aequo, don Dury-Vasselon)
- Marguerite Dorbritz (1937, don Dury-Vasselon)
- Marie Clotilde Gallien-Berthon (1938, don Dury-Vasselon)

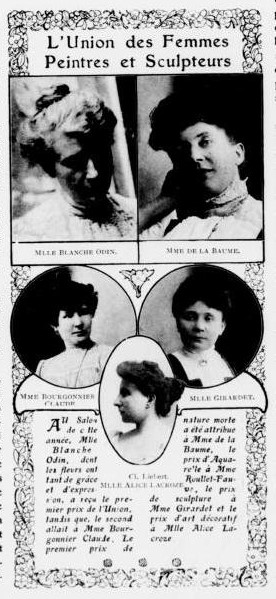
Les lauréates des prix de l'Union en 1907 dans La Vie Heureuse : Blanche Odin, Berthe de la Baume, Berthe Bourgonnier-Claude, Berthe Girardet, Alice Lacroze et Blanche Roullet-Fauve (non photographiée).

- Ysabel Minoggio-Roussel (1939)[106]
- Madame de Chabrillan (1950)[107]
- Jacqueline Cerrano (avant 1955)[108]

### Lauréates du2eprix de l'Union
- Jeanne Tournay (1896, portrait de Madame Clovis Hugues, huile)[13]
- Eugénie Faux-Froidure (1897, Un coin de table, aquarelle)
- Julia Beck (1898, paysages)[10]
- Nanny Adam (1899)[99]
- Antoinette Chavagnat (1900, Les Papavers)[48]
- Madeleine Carpentier (1901)[99]
- Marguerite Arosa (1902)
- Émilie Guillaumot-Adan (1903)
- Blanche Odin (1904)
- Céline Salard (1905)
- Marie Antoinette Marcotte (1906)
- Berthe Bourgonnier-Claude (1907)
- Lucie Malfilâtre (1908)
- Eugénie Gruyer-Brielman (1909)
- Louise Arc-Valette (1910)
- Térésa Bezard-Peraté (1911)
- Aline Lamy (1912)
- Clémentine Ballot (1913)
- Adrienne Jouclard (1914)[38]
- Mademoiselle Burdy (1921)[100]
- Jeanne Lauvernay-Petitjean (1922)
- Gabrielle Gruyer-Herbemont (1923)
- Josey Pillon (1924)
- Zabeth (Élisabeth Dupuis) (1925)
- Louise Émilie Gallet-Levadé (1926)
- Jane Nérée-Gautier (1927)
- Mademoiselle Guillot (1928)
- Marie Clotilde Gallien-Berthon (1929)
- Lucie Ranvier-Chartier (1930)
- Marie-Jeanne Lagarde-Brochot (1931)[101]
- Madame Cadet (1932)
- Madame Lelorrain (1933)
- Mathilde Marguerite Hautrive (1934, don Bezard-Peraté) (portrait du capitaine Charet)[109]
- Lucienne Bisson (1935)
- Jeanne Mourolin-Corbel (1936)
- Gilberte Pommier-Zaborowska (1937, don Eugène Vion)
- Mademoiselle J. George (1938, don Eugène Vion)
- Thérèse Lemoine-Lagron (1939)

### Lauréates du prix de sculpture
- Fanny Marc (1900)[110]
- Agnès de Frumerie (1901, 1er prix)
- Malvina Brach (1901, 2e prix)[99]
- Duchesse d'Uzès (1902)[99]
- Ida Matton (1903)
- Charlotte Monginot (1903)
- Malvina Brach (1904)
- Laure Coutan-Montorgueil (1905)
- Noémie Debienne (1906)
- Berthe Girardet (1907)
- Thérèse Peltier (1908)[n 12]
- Blanche Laurent (1909)
- Blanche Moria (1910)
- Ernesta Robert-Mérignac (1911)
- Jeanne Jozon (1912)
- Odile Philippart-Champeil (1913)
- Anna Quinquaud (1914)[38]
- Mademoiselle Bertrand (1921)[100]
- Fanny Rozet (1922)
- Louise Aline Lauth-Bossert (1923)
- Madame Levasseur-Portal (1924)
- Frédérique Ozanne-Cederlund (1925)
- Marie Gallaud (1926)
- Mademoiselle Roy (1927)
- Claire Colinet (1928)
- Mademoiselle de Logelière (1929)
- Blanche Manceau-Doyen (1930)
- Marguerite Delage (1932)
- Marguerite Fould-Stern (1934, don Barcy)
- Yan Mac Lloyd (1936, don Fould-Stern)
- Marguerite Peltzer-Genoyer (1937, don Fould-Stern)
- Marguerite Mackain-Langlois (1938, don Fould-Stern)
- Andréa Grav-Boulard (1939)
- Nicole Bertrand (1950)[111]

### Lauréates du prix d'art décoratif
(voir aussi prix Ocampo)
- Jeanne de Montigny (1901)[99]
- non décerné en 1902 et 1903
- Madame Jeanmaire (1904)
- Lucie Mansuy-Dotin (1905)
- Marie Louise Lebesgue (1906)
- Alice Lacroze (1907)
- Eugénie Noury-Roger (1908)
- de 1909 à 1923, voir prix Ocampo
- Madame Pelletier-Roman (1924)[100]
- Mathilde Arbey (1925)
- Mademoiselle Vincent (1926)
- Madame Croix (1927)
- Mademoiselle Blandinières (1928)
- Mademoiselle Robert-Rem (1929)
- Mademoiselle Sauvage (1932)
- Morsier (1958)
- Maubec (1959)
- Dubreuil (1961)
- M. Ambrault (1963)

### Lauréates du prix de nature morte (et de fleurs)
- Maria Luisa de la Riva-Munoz (1902)
- Marie Coignet (1903)[7]
- Louise Bergerot (1904)
- Jeanne Lauvernay-Petitjean (1905)
- Émilie de Metz (1906)
- Berthe de la Baume (1907)
- Pauline Dubron (1908)
- Hortense Dury-Vasselon (1909)
- Adrienne Peytel (1910)
- Mademoiselle Bon (1911)
- Léonie Louppe (1912)
- Claudia Bret-Charbonnier (1913)
- Jane Neree Gauthier Weiss (1914)[38]
- Georgette Meunier (1921)[100]
- Sonia Routchine (1922)
- Gabrielle Guillot (1923)
- Germaine de l'Enferna (1924)
- Alice Carissan (1925)
- Mademoiselle Cadet (1926)
- Thérèse d'Halloy(1927)
- Madame du Chambon (1928)
- Madame Lelorrain (1930)
- Madame Oster (1931)[101]
- Jeanne Mourolin-Corbel (1932)
- Madame Bethout (1933, don Bergerot-Roblastre)
- Madame Thullier-Feuillas (1934, don Bergerot-Roblastre)
- Marie Carpentier (1935, don Bergerot-Roblastre)
- Andrée Gaudubois-Feuillas (1936, don Bergerot-Roblastre)
- Jeanne Dubut (1937, don Bergerot-Roblastre)
- Madame Aym (1938, don Bergerot-Roblastre)
- Lacaze (1950)[107]

### Lauréates du prix de miniature
- Hortense Richard (1904, don Malvina Brach)
- Eugénie Gruyer-Brielman (1905, don Malvina Brach)
- Thérèse Gaudrion (1923)[100]
- Jenny Giot-Rieger (1924)
- Mademoiselle Dufresne (1925) (Portrait de Mme Ch.)[112]
- Mademoiselle Lucot (1926)
- Yvonne Lévy-Engelmann  (1927)
- Madame Pelletier-Roman (1928)
- Mademoiselle de Sampigny (1929)
- Gilberte Pommier-Zaborowska (1930)
- Madame Ray (1931)[101]
- Jacqueline Hubert (1932)
- Madame Blain-Barré (1933)
- Mademoiselle M. Astier (1934)
- Madame Martin-Boulard (1935)
- Madame Cahouet-Levieil (1936)
- Madame M. Vendrell (1937)
- Madame Mazaud-Sabatier (1938, don Debillemont-Chardon)

### Lauréates du prixGuérinot
- Marie-Thérèse Dethan-Roullet (1908)
- Gabrielle Gruyer (1909)
- Louise Stella-Samson (1910)
- Ysabel Minoggio-Roussel (1911)
- Mademoiselle Muller (1912)
- Alexis Clotilde Chaland-Barrier (1913) pour ses aquarelles
- Madame Andrée Ponsard-Atrux (1914)[38]
- Élisabeth Basire (1921)[100]
- Berthe Quiquemelle (1922)
- Francine Gaudrion (1923)
- Émilie Desjeux (1924)
- Mademoiselle Poupon (1925)
- Thérèse Lemoine-Lagron (1926)
- Madame Condat (1927)
- Mademoiselle Taconet (1928)
- Mademoiselle Doray(1929)
- Madame Bidart (1930)
- Lucienne Bisson (1931)[101]
- Madame Fleury (1932)
- Marguerite Fould-Stern (1933)
- Marguerite Baumeister (1934)
- Magdeleine Chapaud (1935) (aquarelle)[n 13]
- Marie-Thérèse Jeancard-Desmur (1936)
- Mademoiselle Gendron (1937)
- Simone Teste (1938) pour Pommiers en fleurs

### Lauréates du prix de Figure
- Inès Barcy, prix spécial de figure (1928)
- Madame Hébrard, prix spécial de figure (1930)
- Noëlle Inglessi, prix spécial de figure (1931)[101]
- Andrée Limozin-Ballas, prix spécial de figure (1932)
- Yvonne Guffroy, prix spécial de portrait (1933)[113]
- Marguerite Dorbritz, prix spécial de figure (1933)
- Madeleine Smith-Champion, prix spécial de figure (1934, don Dorbritz)
- Madame de Sampigny, prix de figure (1935, don Madeleine Smith-Champion)
- Mlle Chotel, prix spécial de portrait (1934, don Feuillas-Creusy)
- Yvonne Lévy-Engelmann, prix spécial de portrait (1935, don Thuillier-Feuillas)
- Jacqueline Hubert, prix de portrait (1936, don Thuillier-Feuillas)
- Claire Chotel, prix de figure (1937, don Madeleine Smith-Champion)
- Germaine Méthion, prix de portrait (1937, don Gaudubois-Feuillas)
- Charline Abbeille, prix de figure (1938, don Madeleine Smith-Champion)
- Simone Astier (1939)[114]
- Alice Martinez-Richter, prix de figure (1952) pour Mauresque[115]

### Lauréate du prix Noir et Blanc
- Denise Richier (1937)

### Lauréate du prix d'aquarelle
- Françoise Larmerand (1954) pour Notre-Dame, La place Furstenberg et La place du Châtelet[116]

### Lauréates du prix de peinture
- J. Hervé (1956)
- G. Mans (1957)
- G. Schmitt (1958)
- Man Collot (1959)
- Christiane de Casteras (1960)
- Zemborain (1962)
- Verny-Berry (1964)

### Lauréate du concours d'affiches
- Catherine Folâtre (1975)[2]